# Spissistilus chacoensis
Spissistilus chacoensis är en insektsart som beskrevs av Remes-lenicov 1973. Spissistilus chacoensis ingår i släktet Spissistilus och familjen hornstritar. Inga underarter finns listade i Catalogue of Life.